# Culex pairoji
Culex pairoji är en tvåvingeart som beskrevs av Sirivanakarn 1977. Culex pairoji ingår i släktet Culex och familjen stickmyggor.
Artens utbredningsområde är Thailand. Inga underarter finns listade i Catalogue of Life.